# 빈스톤 보하르더
빈스톤 로이드 보하르더(네덜란드어: Winston Lloyd Bogarde, 1970년 10월 22일, 자위트-홀란트 주 로테르담 ~)는 네덜란드의 전직 프로 축구 선수이다. 그는 신체적 힘이 뛰어나 주로 중앙 수비를 맡았지만, 측면 수비도 수행할 수 있었다.
그는 현역 시절에 아약스, 바르셀로나, 그리고 첼시에서 활약했었다. 단 그는 첼시에서 많은 관심을 받고도 그리 많은 출전하지 못했고,(막판 3시즌에는 프리미어리그 출전 기록이 없다) 거액의 계약에도 제 활약하지 못했다.
보하르더는 네덜란드 국가대표팀 일원으로 5년을 활약하며 1번의 월드컵과 1번의 유럽 선수권 대회에 출전했다.

## 클럽 경력

### 아약스까지의 행보
로테르담 출신인 보하르더는 에이르스터 디비시의 SVV에서 측면 미드필더로 현역에 입문했고, 1991년 여름에 고향 연고의 스파르타 로테르담에 입단(앞서 그는 에이르스터 디비시의 엑셀시오르로 임대되었다)하여 에레디비시 무대를 밟았고, 1993-94 시즌에는 본인 역대 최고인 11골을 뽑아내며 최고의 공격력을 선보였고, 인터토토컵 진출권을 손에 넣었다.
보하르더는 1994년에 아약스로 이적했다. 1년차를 부진하게 시작한 그는 소속 구단이 챔피언스리그를 우승했는데, 그는 결승전에서 결장했지만. 이후 아약스 수비의 중추로 도약했다.

### 밀란과 바르셀로나
밀란은 1997-98 시즌을 앞두고 보하르더를 아약스에서 영입했지만, 반 년에 불과한 세리에 A 무대에서 3경기 출전에 그쳤다. 1998년 1월, 그는 은사 루이 판 할이 지휘하는 바르셀로나로 이적해 그 시즌 후반기에 19경기를 출전했는데, 바르셀로나는 라 리가와 코파 델 레이를 모두 석권해 2관왕을 달성했다.
네덜란드 선수들의 입지가 바르셀로나에서 약화되면서 보하르더의 선수단에서의 입지도 줄어들었는데, 그는 2년차에 부상으로 리그 경기에 1번 출전하는데 그쳤다. 단 3년차에는 21경기에 출전해 2골을 기록하며 어느 정도 반등했다.

### 첼시
보하르더는 같은 네덜란드인 마리오 멜히오트의 첼시 합류 조언에 따라 2000-01 시즌을 앞두고 프리미어리그 구단에 입단했다. 그가 입단할 당시 잔루카 비알리가 감독이었지만, 감독은 누구의 주도로 영입이 진행되었는지 몰랐고, 콜린 허친슨 단장의 주도로 진행된 것으로 제기되었는데, 그는 중앙 수비수 이메르송 토미를 선덜랜드로 방출했다. 얼마 지나지 않아 신임 감독으로 취임한 클라우디오 라니에리는 보하르더의 방출을 요청했다.
보하르더의 말에 따르면, 첼시의 제의보다 더 좋은 조건을 제시한 구단을 찾기가 어려웠다고 밝혔다: 그는 구단이 제시한 급여에 합의했지만, 1군에서의 출전 기회가 적어 심각하게 평가절하되었고, 계약을 의식해 구단에 남아 매일 훈련에 참여하고, 시정을 요청했지만, 출전 기회는 늘어나지 않았다. 결국, 그는 4년 동안 11경기 출전에 그쳤고, 같은 기간에 £40,000의 주급을 받을 것으로 알려졌다.
입스위치 타운과의 2000년 박싱 데이 경기에 교체 출전한 후, 보하르더는 2004년 7월에 계약이 만료되기 전까지 공식 경기를 1번 더 출전하는데 그쳤다. 그 경기는 2002년 11월 6일에 열린 질링엄과의 그 시즌 리그 컵 경기로, 교체로 출전했다.
스탬퍼드 브리지에서 활약하던 시절에, 구단은 고주급자인 보하르더를 처분하기 위해 매각처를 물색하고, 2군과 유소년 구단으로 강등시켜 이적을 압박했다. 당시 영국 언론의 비판에 대해 자신은 다음과 같이 응수했다: '제가 수중에 들어온 15M 유로를 버려야 할까요? 당시 제가 서명한 계약서에 따르면 제 수중에 들어온 돈입니다. 양 측이 기꺼이 수락했죠 (...) 그만한 거액을 벌 사람은 없습니다. 저는 그런 행운을 잡은 자이죠. 저는 프리미어리그 역사상 최악의 영입일 수도 있지만 상관없습니다.'

## 국가대표팀 경력

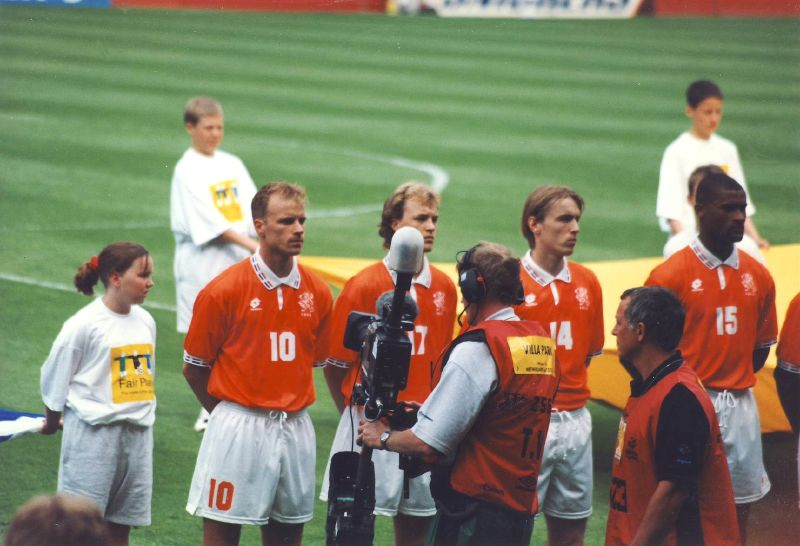
데니스 베르흐캄프, 요르디 크라위프, 그리고 리하르트 비츠셔와 유로 1996에 참가한 보하르더 (우측).

아약스에서 꾸준한 활약을 펼치던 보하르더는 휘스 히딩크 감독의 눈에 띄어 네덜란드 국가대표팀에 발탁되었고, 유로 1996과 1998년 월드컵에 참가했다. 그는 유로 1996에서는 선발로 출전했지만, 1998년 월드컵에서는 아르튀르 뉘만의 후보로 출전했다.
보하르더는 브라질과의 준결승전에서, 선발 뉘만이 아르헨티나와의 앞서 8강전 경기에서 경고 누적 퇴장으로 징계를 받으면서 월드컵 경기에 선발로 출전할 기회를 잡았으나, 훈련 중 정강뼈 부상으로 입원까지 했고, 뉘만의 대체자로는 필립 코퀴가 낙점되었다.

## 감독 경력
2005년 11월 8일, 34세의 보하르더는 프로 축구계에서 은퇴를 선언했다. 그는 2017년 여름에 아약스로 복귀해 전 동료 마이컬 레이지허르 감독을 보좌할 2군의 수석 코치로 임명되었다. 레이지허르가 마르셀 케이저르 1군 감독이 해임되어 임시 감독을 맡을 때, 보하르더도 2017년 12월 22일에 폴렌담과의 안방 경기에서 2군 감독을 대행했고, 7-0 대승을 거두었다.
2020년 3월, 보하르더는 크리스티안 포울센이 코로나바이러스감염증-19 확진으로 빠지면서 에릭 텐 하흐 1군 감독의 수석 코치로 임시 승진했다. 헤이렌베인과의 경기에서 3-1로 이기면서, 그는 정식으로 1군 수석 코치가 되었다. 7월, 그는 1군 수석코치로 3년짜리 계약서를 받았다.
2022년 6월 1일, 보하르더는 리그 우승을 거두고 계약이 1년 남은 와중에 구단과 결별했다.

## 사생활
보하르더의 조카 멜라이로와 라마러 보하르더 모두 축구 선수로, 네덜란드 청소년 국가대표팀 경기 출전 경험이 있다.

## 수상
아약스
- 에레디비시: 1994–95, 1995–96
- 요한 크라위프 스할: 1995
- 챔피언스리그: 1994–95
- 인터콘티넨털컵: 1995
- UEFA 슈퍼컵: 1995

바르셀로나
- 라 리가: 1997–98, 1998–99
- 코파 델 레이: 1997–98
- UEFA 슈퍼컵: 1997